# Sunar
Sonar (aussi appelée Sunar ou Swarnkar) est une caste d'artisans en Inde (jati), se référant à la communauté des orfèvres. 
Majoritairement hindoue, elle comprend aussi quelques sikhs et musulmans. Elle vit principalement dans les États du nord de l'Inde, au Népal et dans la province du Sind au Pakistan.

## Étymologie
Le terme Sunar peut dériver du sanscrit suvarna kār, « ouvrier en or ».

## Histoire

Un Sunar travaillant dans l'Inde d'avant l'indépendance.

Traditionnellement, les Sunar sont des orfèvres en Inde. Ils pratiquent également la médecine siddhar et sont agriculteurs.
Selon le mythe populaire, dans le Vishwakarma Purana (compilé après le XVIIIe siècle), les Sunar descendent de Suparna, l'un des cinq fils créés par le dieu hindou, Vishnwakarman 
Depuis le XVIIIe siècle, les Sunars représentent l'élévation sociale et revendiquent le statut de brahmane. Dans d'autres régions, au nord, la plupart d'entre eux affirmaient être du varna Kshatriya, parfois du varna Vaishya. Selon le recensement de 1931 de l'Inde, de nombreux Sunars mentionnent leur caste en tant que Vishwakarma ou Panchal et réussissent à être considérés ainsi dans certaines régions.
Accéder à d'autres métiers nécessite un processus complet, la communauté de l'Haryana et du Pendjab y réussit, ayant formé plusieurs professionnels.

## Statut social
Sunar est une des castes héréditaires au service du village. Il relève d'une caste de rang inférieur, mais reste pure et touchable. Selon le système de caste, les brahmanes peuvent accepter les aliments qu'ils offrent et leur rendre service.
Les Sunars Ahir  ou Kshatriya Ahir dans la région de Khandesh (réputée pour sa grande population d'Ahirs) jouissent d'un statut social élevé dans le Maharashtra.
Au XXIe siècle, la condition des Sunars vivant dans les régions urbaines est plutôt bonne. En revanche, ceux des régions rurales sont pauvres. Cette situation n'est pas due à la nature du métier d'orfèvre, considéré comme pur, mais au fait que les autres communautés détiennent une part importante du commerce de bijoux. Ainsi, la plupart des Sunars uniquement se contentent de fabriquer les bijoux (constituant une classe ouvrière) mais ne font pas de commerce ni ne possèdent de salle d'exposition,.
Étant parmi les communautés économiquement et politiquement défavorisées, les Sunars sont inclus dans la liste des Other Backward Class (liste tenue par le gouvernement indien, qui recense les castes défavorisées).
Au Népal, les Sunars pauvres appartiennent à des groupes intouchables, comme la caste Kami. Les Sunars au Népal font partie des communautés des «Dalits des collines» et bénéficient d'une réserve.
La politique de réserve aide de nombreux Sunars après l'adoption de la Commission Mandal : le taux d'alphabétisation augmente chez cette communauté, au point d'en faire une des plus alphabétisées.

## Divisions et noms donnés
Les sunars sont divisés en un grand nombre de groupes appelés alla, parmi lesquels les  Santanpuriya, les Kannaujiya, les Mahawar, les Shahpuriya, les Bundelkhandi, les Ayodhyawasi et les Shahabadi. Des exemples de noms de famille Sunar sont : Soni, Seth, Swarnkar, Singh, Sah, Shah, Bhutani, Sonik, Mehra, Verma, Gupta.
Les Sunars musulmans se trouvent principalement au Pakistan et dans l'État de Jammu-et-Cachemire en Inde. Le terme Sarraf peut désigner un Sunar impliqué dans le prêt d'argent, bien que tous les Sarrafs ne soient pas Sunar.
Au Gujarat et au Rajasthan, la communauté est également connue sous le nom de Soni.
Dans le Maharashtra, elle prend le nom de Sonar ou Swarnkar.
Dans le Pendjab et l' Haryana, ils sont divisés en trois groupes Sunars. Les noms de familles les plus utilisés sont Bhutani, Suri, Singh, Soni ou Verma. Les Khatri Sunars et les Mair Raiput constituent des castes distinctes.
Ils sont appelés Sunnāri en Odisha, Sonagāra dans les régions du sud de Canara et Panchal ou Vishwakarma en Inde du Sud,.
Sonar Ahir, Mair Rajput, Khatri Sunar, Purswani et Brahmane Daivadnya sont des communautés d'orfèvre distinctes de la caste Sunar, de rang social plus élevé.